# چرنیچینو
چرنیچینو (به بلغاری: Chernichino) یک منطقهٔ مسکونی در بلغارستان است که در ایوالوفگراد واقع شده‌است.